# Jaartallen op gebouwen

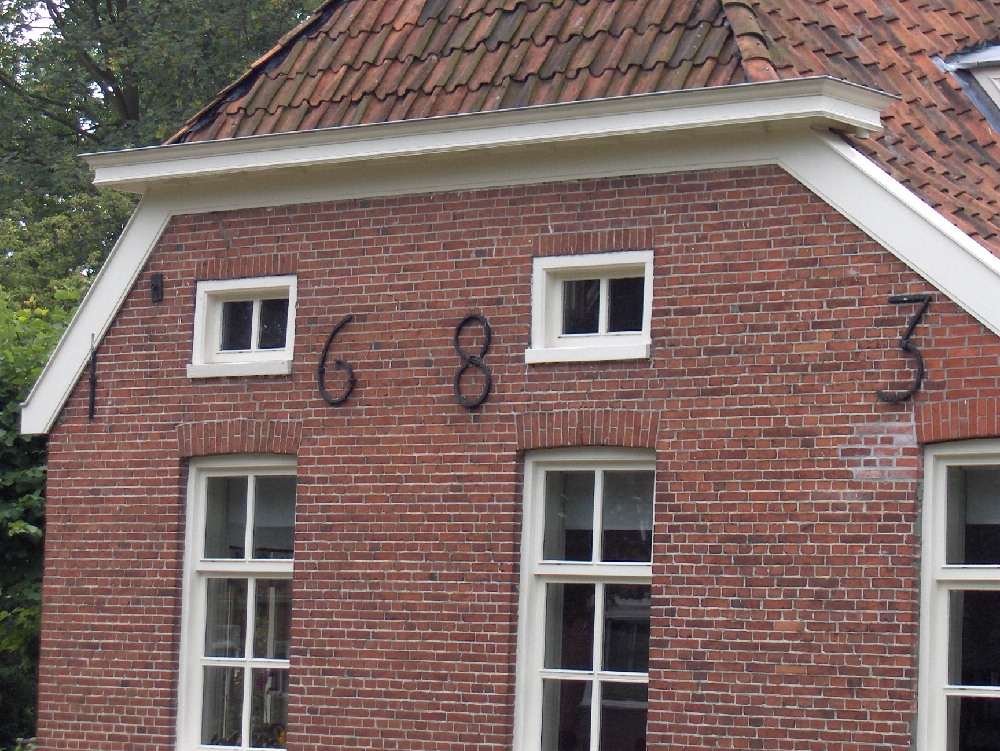
Muurankers op de gevel van een boerderij uit 1683

Jaartallen op gebouwen, op historische gebouwen vaak uitgevoerd als ankerjaartallen, geven doorgaans het jaar aan waarin een gebouw tot stand is gekomen. De gewoonte komt al voor bij de Romeinse en Griekse culturen, die belangrijke bouwwerken dateerden door op de gevel het bouwjaar uit te beelden.

## Notatie
De notatie van de jaartallen kan zijn aangebracht in Romeinse cijfers, in normale cijfers of in andere cijfers die in de taal van een bepaald land gangbaar zijn. Romeinse cijfers waren in de 19e eeuw geliefd juist omdat ze in onbruik waren geraakt en de gebouwen een oudere uitstraling gaven. De notatie van maanden en dagen kan sterk variëren.

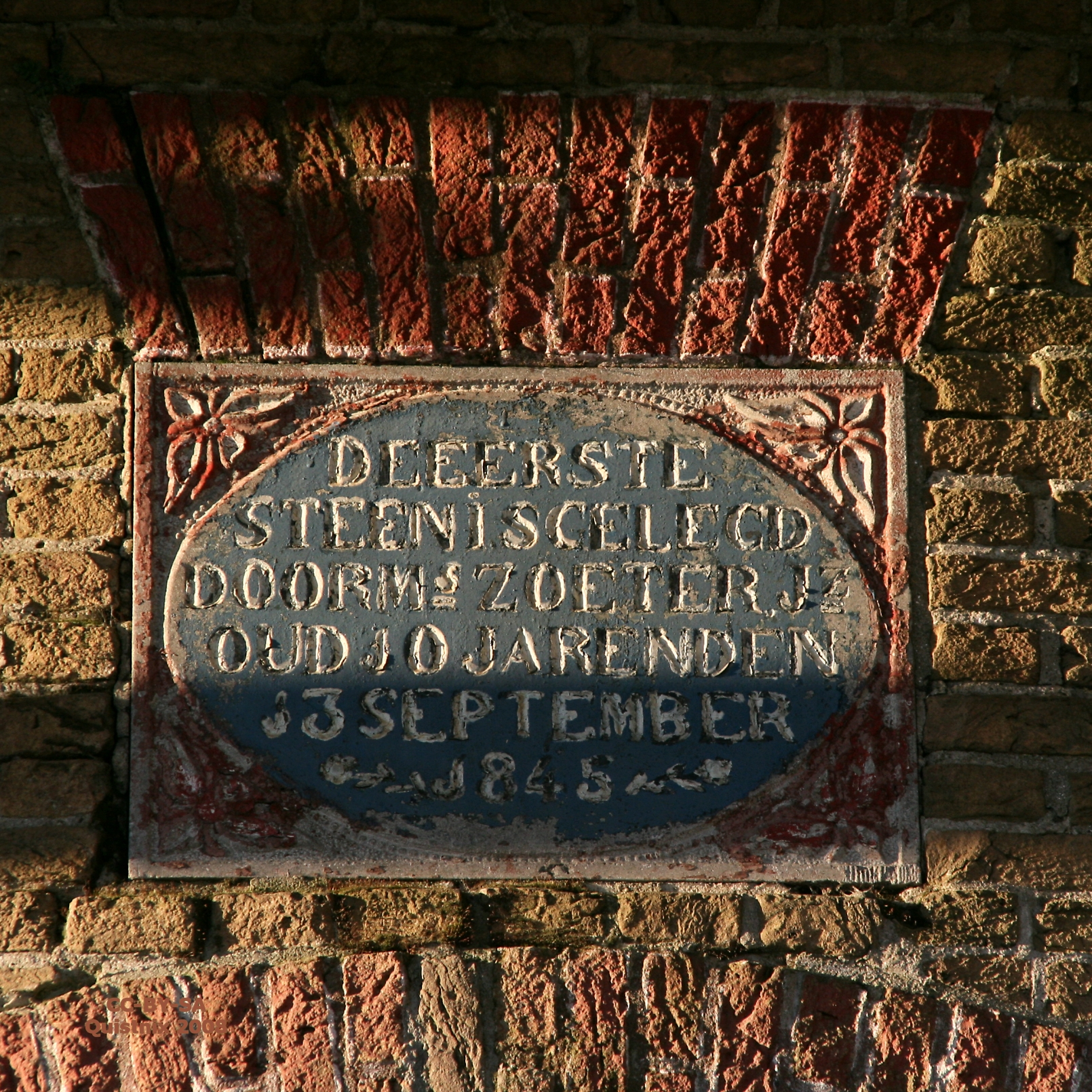
Gedenksteen in de molen "de Hoop" in Ouddorp

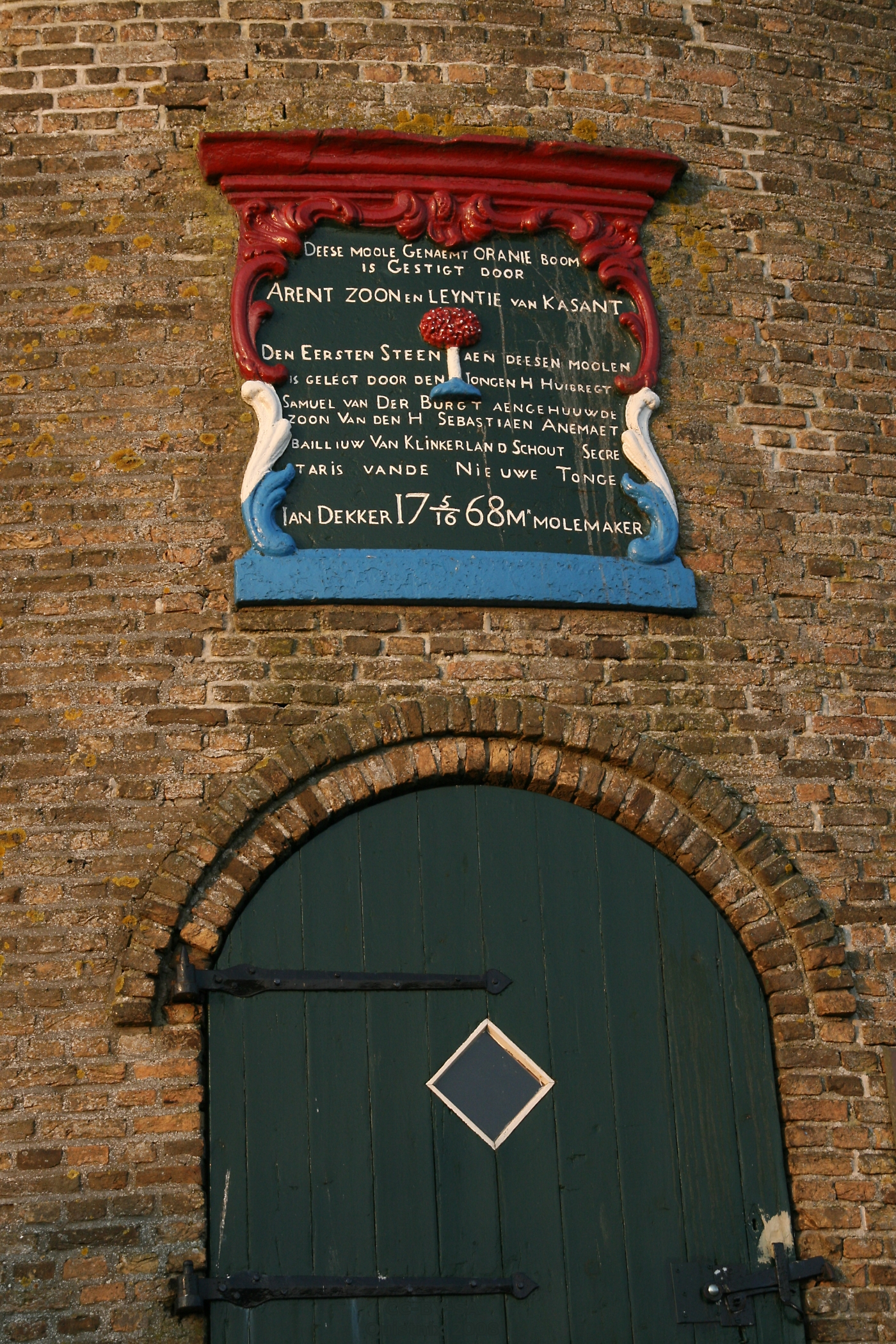
Molen d'Oranjeboom in Nieuwe-Tonge

## Uitvoering
Jaartallen kunnen op vele verschillende manieren zijn aangebracht, zoals in de vorm van muurankers, in de rieten dakbedekking van windmolens, of in plaquettes, gevel- of gedenkstenen. Bij plaquettes wordt vaak ook de naam van de bouwer of restaurateur genoemd en wordt soms de eerstesteenlegging vermeld. De jaartallen zijn echter vrijwel zonder uitzondering aan de voorzijde van een gebouw aangebracht. Bij windmolens, die in het algemeen geen duidelijke voorzijde hebben, treft men het jaartal vaak op de baard onder de windpeluw van de molen aan.

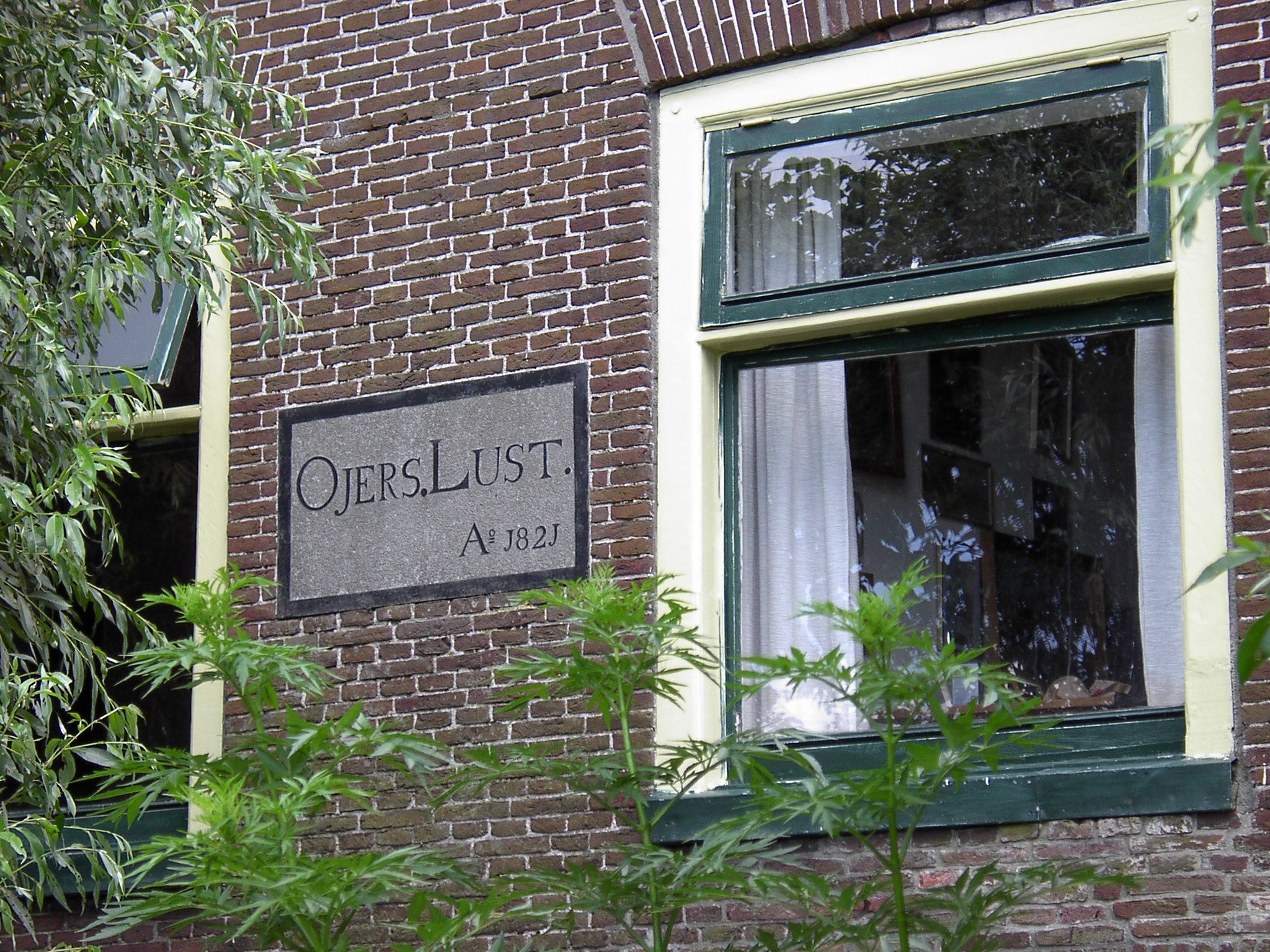
Gevelsteen van 'Ojerslust' in Montfoort

In veel steden in Europa hebben de gebouwen jaartallen op de gevel staan, hetgeen een goede bron kan vormen voor onderzoekers van de geschiedenis en stedenbouwkundige ontwikkelingen in het verleden. Ook het gebruikte schrift en de wijze waarop het jaartal is aangebracht kan onderwerp van studie zijn.
Op moderne gebouwen komen de bouwjaartallen doorgaans alleen voor bij gebouwen die door hun relevantie van betekenis zijn, zoals winkelcentra, kantoren, bedrijfspanden, kerken, bibliotheken en scholen. Soms ziet men ook op door particulieren gebouwde losse woningen jaartallen vermeld.
Naast bouwjaar wordt soms ook het jaar van renovatie vermeld. Bij het analyseren van de jaartallen dient voorts rekening te worden houden met de gebruikte jaartelling en kalender. Het jaartal wordt regelmatig aangetroffen met de aanduiding 'anno, Anno Domini of afgekort A.D.' (jaar).

## Architectuurplaquette
Op initiatief van het NAi is door Bruno Ninaber van Eyben een architectuurplaquette ontworpen. Behalve het jaartal van de bouwperiode, staan, naast de naam van het gebouw, ook de namen van architect, opdrachtgever en bouwer aangegeven. Een van de gebouwen waarop de plaquette is aangebracht is het NAi. Deze architectuurplaquettes zijn in het gehele land, in dezelfde vormgeving, te vinden.

## Anno 2000
In 2000 is op initiatief van de Leidse kunstenaar Jan Kleingeld, voorgesteld om op alle in dat jaar gereedgekomen bouwwerken de tekst "ANNO 2000" te zetten. De uitvoering was geheel vrij, ook waar de tekst zou worden aangebracht. De BNO (Bond van Nederlandse Ontwerpers) en de BNA (Bond van Nederlandse Architecten) steunden dit idee. De BNA heeft haar leden hierover aangeschreven. Het idee is naar schatting 4000 keer uitgevoerd.

## Jaardicht

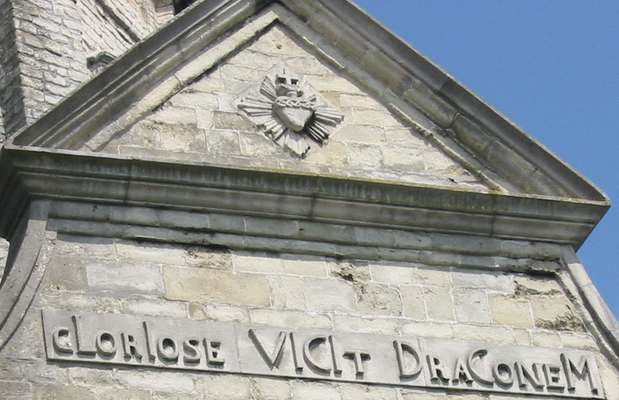
Voorbeeld van chronogram op de kerk van Rupelmonde, GLORIOSE VICIT DRACONEM (Roemrijk overwon hij de draak) geeft het bouwjaar 1758 aan: L(50) + I(1) + V(5) + I(1) + C(100) + I(1) + D(500) + C(100) + M(1000) = 1758

In sommige aanduidingen is het jaartal 'verstopt' in een zogeheten jaardicht. Een voorbeeld staat hiernaast in de foto. Een ander voorbeeld is het jaardicht van het jaar 1775 boven de entree van het kwartier van de abdis in de voormalige Cisterciënzerabdij in Klein-Geten in Waals-Brabant, de "Hoeve van Rameien": "aD syDera voLat qUae aeDIfIcarI CuraVIt"; de vertaling luidt: zij die voor het gebouw zorgde is ten hemel opgenomen. Hier zijn de Romeinse cijfers uitgedrukt in de hoofdletters van de spreuk.